# Jan Rosůlek
Jan Rosůlek (4. dubna 1900 Plzeň – 27. listopadu 1990 Praha) byl český architekt a římskokatolický kněz, člen piaristického řádu. Jeho sestrou byla herečka Marie Rosůlková.

## Život
Narodil se do rodiny plzeňského obuvníka Jana Rosůlka (* 1869), původem ze Starých Smrkovic a jeho manželky Rosalie, rozené Novákové (* 1873) v Přemyslově ulici č. 28. V letech 1918–1924 vystudoval stavitelství na Českém vysokém učení technickém v Praze u profesora Antonína Engela. Druhou státní zkoušku z pozemního stavitelství a architektury složil v roce 1925. Po absolvování školy pracoval u stavitele Severina Ondřeje v Praze a u Aloise Špalka v Plzni. Od roku 1926 byl členem Devětsilu. Mimo jiné projektoval kožní pavilon Fakultní nemocnice Bulovka v Praze.

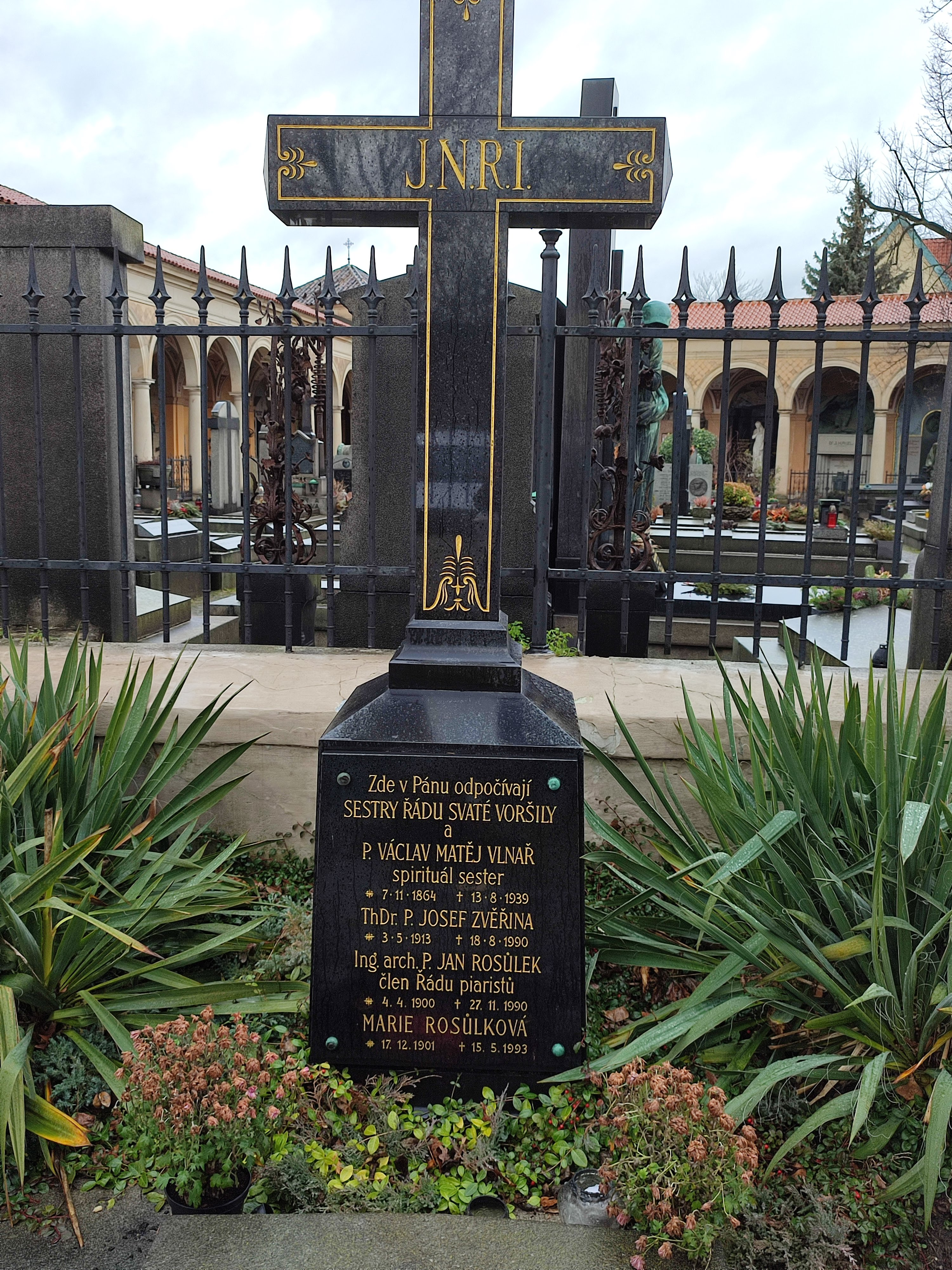
Hrob sourozenců Jana a Marie Rosůlkových a ThDr. Josefa Zvěřiny na Vyšehradě

### Kněžství
Podle matričního záznamu vystoupil 30. září 1925 z římskokatolické církve a zůstal bez vyznání. 4. října 1928 se v Praze oženil s Gabrielou Štěpánovou. Manželům se narodila dcera. V roce 1941 bylo manželství rozloučeno. Do církve se vrátil 2. srpna 1940 v Praze Dejvicích. V roce 1945 vstoupil do piaristického kláštera v Mikulově. Nižší kněžské svěcení obdržel v roce 1947. Poté, co dostal souhlas od Kongregace ritů v Římě, složil řádové sliby dne 29. října 1950. Studoval bohosloví nejprve v Bratislavě, poslední ročník pak na Cyrilometodějské bohoslovecké fakultě v Praze. Studia zakončil v roce 1951. Dne 10. března 1951 sloužil svou primici v kostele svatých Petra a Pavla na Vyšehradě. Od téhož roku do roku 1961 působil neformálně jako kaplan v Nuslích. Dne 2. února 1961 mu byl bez udání důvodů odňat státní souhlas k výkonu duchovenské činnosti. Sloužit mše mohl tedy následně pouze soukromě, což činil v kostele Bolestné Panny Marie při klášteře a nemocnici svaté Alžběty Na Slupi.
V květnu 1968 mu byl souhlas k výkonu duchovenské činnosti navrácen. Působil jako výpomocný duchovní v kostele sv. Michaela archanděla v Praze-Podolí. Od roku 1980 pak převzal správu farnosti a vykonával ji až do své smrti v roce 1990. V této době žil se svou sestrou Marií v kubistickém trojdomě na Rašínově nábřeží.
V roce 1970 byl jmenován arcibiskupským notářem. Zemřel v roce 1990 a byl pohřben společně s teologem ThDr. Josefem Zvěřinou do jihozápadního kněžského oddělení Vyšehradského hřbitova. Do téhož hrobu byla pohřbena i jeho sestra, herečka Marie Rosůlková.

## Dílo

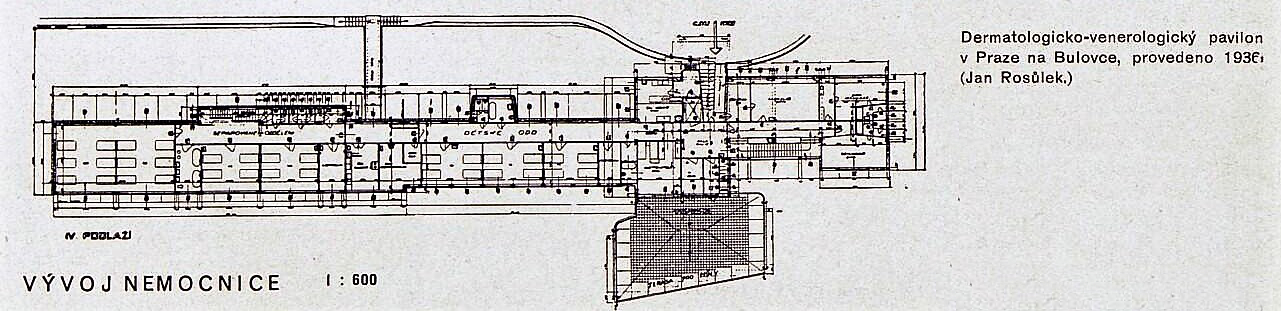
Projekt dermatovenerologického pavilonu, Praha-Bulovka, 1936

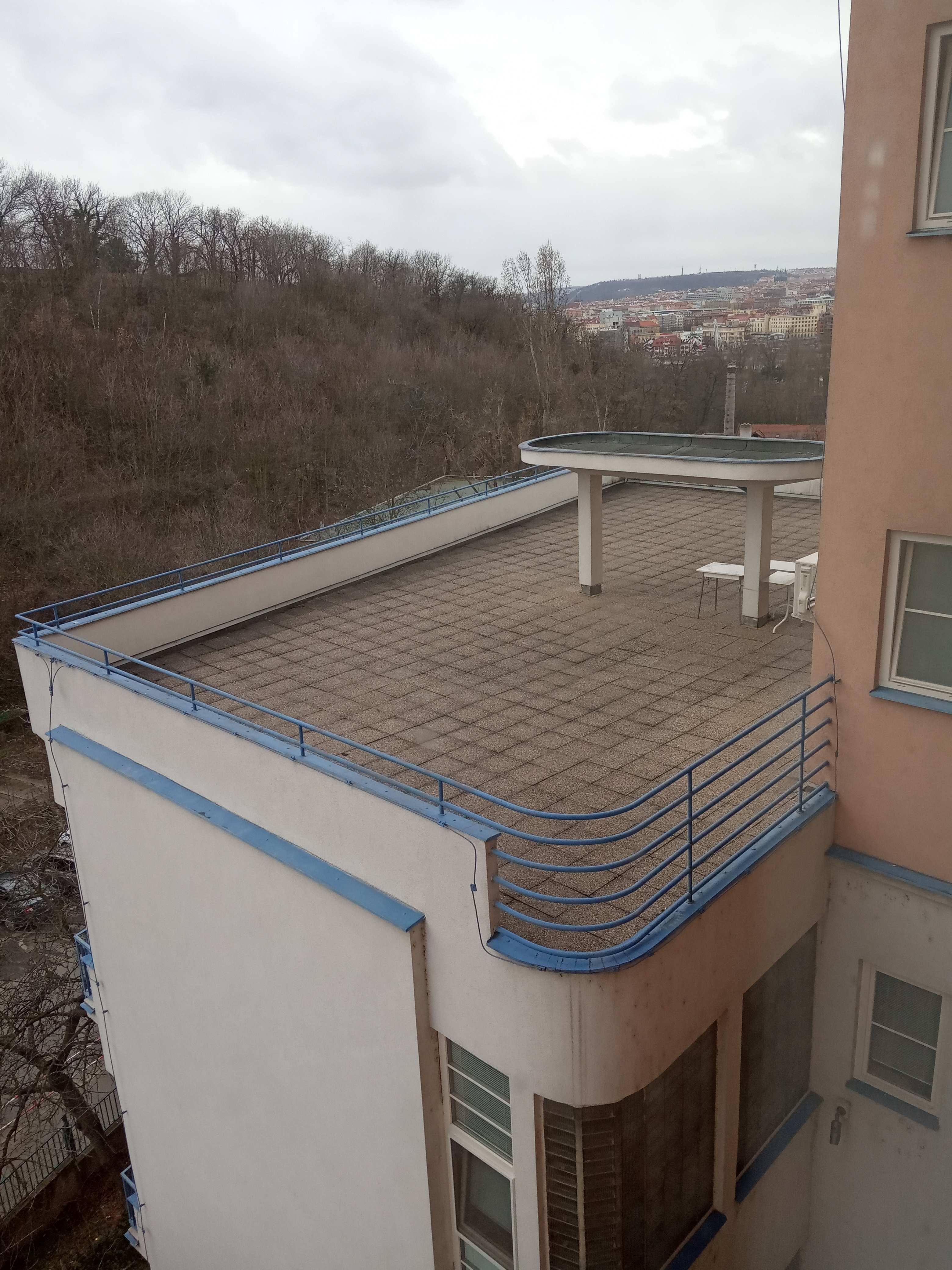
Terasa dermatovenerologického pavilonu, Praha-Bulovka, 1936

### Projekty
- 1924 Sokolovna v Plzni
- 1925 Národní dům v Banské Bystrici
- 1931 Pavilon prosektury v areálu Nemocnice na Bulovce (spolu s V. Jedličkou a F. X. Nevolem)[6]

### Realizace
- 1925–1927 Nájemní dům, Zikova čp. 522/XIX., Praha – Dejvice[9]
- 1925–1928 Nájemní dům, Radlická čp. 2485/XIII., Praha – Smíchov[9]
- 1927 Nájemní domy, Žateckých čp. 761 – 763/XIV., Praha – Nusle[10]
- 1927–1928 Nájemní dům, Plzeňská čp. 441/XVII., Praha – Košíře[11]
- 1927–1929 Vlastní vila, Na viničních horách čp. 773/XIX., Praha – Dejvice[12]
- 1929–1930 Nájemní dům, Křišťanova čp. 1678/XI., Praha – Žižkov[13]
- 1930–1931 Blok obytných domů Městské pojišťovny v Dejvicích (spolu s Evženem Linhartem)
- 1935–1936 Dermatovenerologický pavilon Nemocnice na Bulovce, Praha – Libeň[3][2][14][15][16]

Jeho stavby byly zveřejněny v časopisu Stavitel a Stavba.